# Ronny Hafsås
Ronny Hafsås (ur. 14 listopada 1985 w Stårheim) – norweski biathlonista i biegacz narciarski.
Złoty medalista, w kategorii juniorów młodszych, w sztafecie Mistrzostw Świata Juniorów z 2004 roku. Jego największym osiągnięciem w Pucharze Świata jest 6. miejsce zdobyte podczas zawodów w Östersund w sezonie 2008/2009.
Startuje również w biegach narciarskich. Zadebiutował w Pucharze Świata w 2007 roku w Davos w biegu na 15 km techniką dowolną. Dwa i pół roku później w swoim drugim występie wygrał zawody na tym dystansie w Beitostølen.
Srebrny medalista  w biatlonie - sprint drużynowo (10 km) na Zimowych igrzyskach wojskowych w Dolinie Aosty (2010).

## Puchar Świata w biathlonie

### Miejsca w klasyfikacji generalnej
| Sezon     | Miejsce |
| --------- | ------- |
| 2007/2008 | 42.     |
| 2008/2009 | 40.     |
| 2009/2010 | 65.     |

## Puchar Świata w biegach narciarskich

### Miejsca w klasyfikacji generalnej
| Sezon     | Miejsce |
| --------- | ------- |
| 2009/2010 | 55,     |

### Zwycięstwa w zawodach
| Nr | Dzień        | Rok  | Miejscowość | Konkurencja                   | czas biegu     | Przypisy |
| -- | ------------ | ---- | ----------- | ----------------------------- | -------------- | -------- |
| 1. | 21 listopada | 2009 | Beitostølen | Bieg na 15 km stylem dowolnym | 34 min. 42.1 s | –        |

### Miejsca na podium
| Nr | Dzień        | Rok  | Miejscowość | Konkurencja                   | czas biegu     | Miejsce | Przypisy |
| -- | ------------ | ---- | ----------- | ----------------------------- | -------------- | ------- | -------- |
| 1. | 21 listopada | 2009 | Beitostølen | Bieg na 15 km stylem dowolnym | 34 min. 42.1 s | 1       | –        |

## Źródła
- Profil zawodnika na stronie IBU. biathlonworld3.de. [dostęp 2010-11-06]. (niem.).
- FIS-Ski – biographie. [dostęp 2010-11-06]. (ang.).